# Ranoidea
Ranoidea es un género de ranas arbóreas (Pelodryadidae) nativas de Australia, Nueva Guinea, el archipiélago de las Luisiadas, y las islas Molucas.  Existe discrepancia entre los científicos sobre si debería ser un género independiente o no.  Muchas de las ranas asignadas al género Ranoidea estaban clasificadas en Litoria, Dryopsophus, o Hyla.  En 2016, un equipo de científicos escribieron un artículo sugiriendo que la comunidad científica debería dividir Litoria en otros géneros.

## Especies
Estas especies están o estaban en el género Ranoidea: Muchas están ahora en el género Litoria.
- Ranoidea alboguttata (Günther, 1867)
- Ranoidea andiirrmalin (McDonald, 1997)
- Ranoidea aruensis (Horst, 1883)
- Ranoidea auae (Menzies y Tyler, 2004)
- Ranoidea aurea (Lesson, 1829)
- Ranoidea australis (Gray, 1842)
- Ranoidea barringtonensis (Copland, 1957)
- Ranoidea becki (Loveridge, 1945)
- Ranoidea bella (McDonald, Rowley, Richards, y Frankham, 2016)
- Ranoidea booroolongensis (Moore, 1961)
- Ranoidea brevipes (Peters, 1871)
- Ranoidea brongersmai (Loveridge, 1945)
- Ranoidea bulmeri (Tyler, 1968)
- Ranoidea caerulea (White, 1790)
- Ranoidea callista (Kraus, 2013)
- Ranoidea cavernicola (Tyler y Davies, 1979)
- Ranoidea chloris (Boulenger, 1892)
- Ranoidea citropa (Péron, 1807)
- Ranoidea cryptotis (Tyler y Martin, 1977)
- Ranoidea cultripes (Parker, 1940)
- Ranoidea cyclorhynchus (Boulenger, 1882)
- Ranoidea dahlii (Boulenger, 1896)
- Ranoidea daviesae (Mahony, Knowles, Foster, y Donnellan, 2001)
- Ranoidea dayi (Günther, 1897)
- Ranoidea dorsivena (Tyler, 1968)
- Ranoidea elkeae (Günther y Richards, 2000)
- Ranoidea eschata (Kraus y Allison, 2009)
- Ranoidea eucnemis (Lönnberg, 1900)
- Ranoidea exophthalmia (Tyler, Davies, y Aplin, 1986)
- Ranoidea fuscula (Oliver y Richards, 2007)
- Ranoidea genimaculata (Horst, 1883)
- Ranoidea gilleni (Spencer, 1896)
- Ranoidea gracilenta (Peters, 1869)
- Ranoidea graminea (Boulenger, 1905)
- Ranoidea impura (Peters y Doria, 1878)
- Ranoidea jungguy (Donnellan y Mahony, 2004)
- Ranoidea kroombitensis (Hoskin, Hines, Meyer, Clarke, y Cunningham, 2013)
- Ranoidea kumae (Menzies y Tyler, 2004)
- Ranoidea lesueurii (Duméril y Bibron, 1841)
- Ranoidea longipes (Tyler y Martin, 1977)
- Ranoidea lorica (Davies y McDonald, 1979)
- Ranoidea macki (Richards, 2001)
- Ranoidea maculosa (Tyler y Martin, 1977)
- Ranoidea maini (Tyler y Martin, 1977)
- Ranoidea manya (Van Beurden y McDonald, 1980)
- Ranoidea mira (Oliver, Rittmeyer, Torkkola, Donnellan, Dahl & Richards, 2021)
- Ranoidea moorei (Copland, 1957)
- Ranoidea myola (Hoskin, 2007)
- Ranoidea nannotis (Andersson, 1916)
- Ranoidea napaea (Tyler, 1968)
- Ranoidea novaehollandiae (Steindachner, 1867)
- Ranoidea nudidigita (Copland, 1963)
- Ranoidea nyakalensis (Liem, 1974)
- Ranoidea occidentalis (Anstis, Price, Roberts, Catalano, Hines, Doughty, y Donnellan, 2016)
- Ranoidea pearsoniana (Copland, 1961)
- Ranoidea phyllochroa (Günther, 1863)
- Ranoidea piperata (Tyler y Davies, 1985)
- Ranoidea platycephala (Günther, 1873)
- Ranoidea pratti (Boulenger, 1911)
- Ranoidea raniformis (Keferstein, 1867)
- Ranoidea rara (Günther y Richards, 2005)
- Ranoidea rheocola (Liem, 1974)
- Ranoidea rivicola (Günther y Richards, 2005)
- Ranoidea robinsonae (Oliver, Stuart-Fox, y Richards, 2008)
- Ranoidea rueppelli (Boettger, 1895)
- Ranoidea serrata (Andersson, 1916)
- Ranoidea spenceri (Dubois, 1984)
- Ranoidea spinifera (Tyler, 1968)
- Ranoidea splendida (Tyler, Davies, y Martin, 1977)
- Ranoidea subglandulosa (Tyler y Anstis, 1983)
- Ranoidea vagitus (Tyler, Davies, y Martin, 1981)
- Ranoidea verrucosa (Tyler y Martin, 1977)
- Ranoidea wilcoxii (Günther, 1864)
- Ranoidea xanthomera (Davies, McDonald, y Adams, 1986)

Algunos también creen que Litoria papua (Van Kampen, 1909) debería estar en Ranoidea, pero se necesita más información sobre donde vive la rana antes de decidir.